# PCCW-HKT
PCCW-HKT (Pacific Century Cyber Works Ltd.), anteriormente llamada Hong Kong Telecom, es el mayor operador de telefonía fija, el mayor operador de telefonía celular y el mayor proveedor de servicios de internet de Hong Kong.
Con más de cien años, Hong Kong Telecom fue creada en el siglo XIX. En el año 2000 fue adquirida por PCCW, que en entonces tenía solo 10 meses de existencia como un proveedor de internet.
- Datos: Q1482052
- Multimedia: PCCW / Q1482052